# Bệnh Madelung
Bệnh Madelung là một tình trạng da đặc trưng bởi sự tích tụ mỡ đối xứng rộng ở vùng đầu, cổ và vai. Bác sĩ phẫu thuật người Đức Otto Wilhelm Madelung là người đầu tiên đưa ra mô tả chi tiết về chứng rối loạn. Tình trạng này rất hiếm gặp, với tỷ lệ mắc ước tính là 1 trên 25.000 và ảnh hưởng đến nam giới thường xuyên hơn tới 30 lần so với nữ giới.
Nguyên nhân gây bệnh vẫn chưa được biết, nhưng tỷ lệ mắc của nó có liên quan chặt chẽ với lạm dụng rượu; kiêng rượu ngăn ngừa tiến triển bệnh. Khiếm khuyết trong lipolysis kích thích adrenergic và tích lũy chất béo nâu phôi cũng đã được báo cáo. Sự biến dạng của mỹ phẩm do sự lắng đọng chất béo ở vùng cổ tử cung dẫn đến "vẻ ngoài giả tạo", giống với bức tượng Chiến binh Capestrano của Ý và chạm khắc của Nữ hoàng của xứ Wales (Ai Cập). Theo truyền thống, việc điều trị chủ yếu là phẫu thuật, bao gồm loại bỏ lipomas, mặc dù nghiên cứu gần đây đã đề xuất phương pháp hút mỡ và tiêm phosphatidylcholine như là phương án thay thế có thể.